# 朱家寨遗址
朱家寨遗址，位于中国青海省西宁市大堡子乡朱家寨村，为第一批青海省文物保护单位，公布日期为1956年8月3日，类型为古遗址。
朱家寨遗址的历史年代为马家窑类型、卡约文化。